# Ptiliidae
Famille
Les Ptiliidae sont une famille de minuscules coléoptères. 
En anglais, on les appelle communément « feather-winged beetles », ou « coléoptère aux ailes plumeuses », en raison de la frange de longues soies dont sont munies les ailes postérieures de ces insectes. De répartition cosmopolite, ils sont communs dans les endroits humides et riches en matière organique. Toutefois, leur petite taille (0,3-1,2 mm) les fait souvent passer inaperçus.

## Description

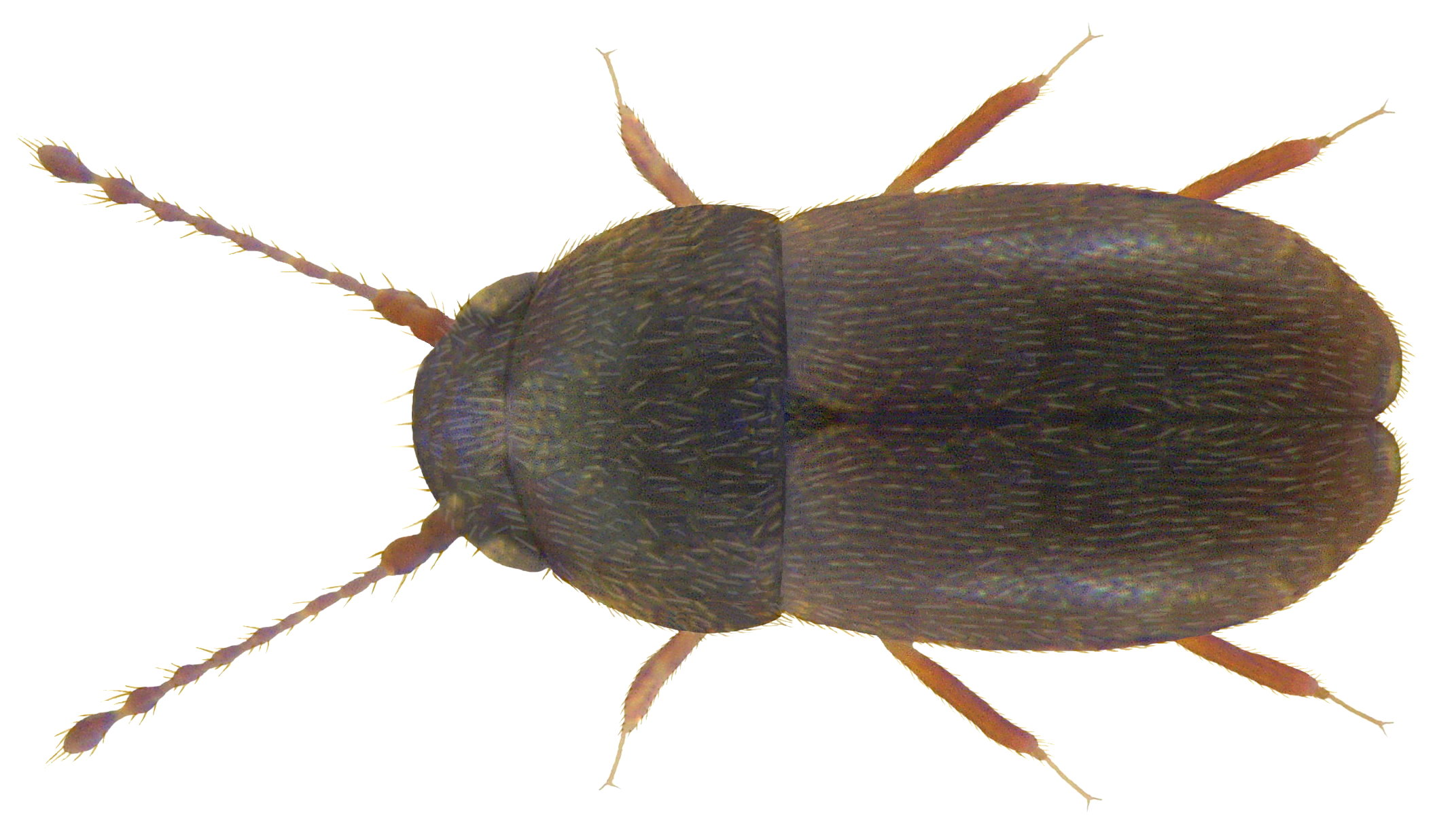
Euryptilium saxonicum (Gillmeister, 1845).

Les Ptiliidae sont parmi les plus petits insectes de la planète. Ils font de 0,3 à 1,2 mm de longueur. Leurs antennes sont en forme de massue (clubbed), et chaque segment porte des poils. Leurs ailes postérieures sont bordées d'une frange de longues soies. Leur corps est de forme ovale, et souvent poilu.

## Écologie
On trouve ces petits coléoptères dans le bois en décomposition, les débris végétaux et les matières fécales. La plupart des espèces se nourrissent principalement de champignons.

## Diversité
La famille des Ptiliidae compte environ 600 espèces réparties dans 80 genres. Elle est divisée en trois sous-familles: les Acrotrichinae, les Cephaloplectinae et les Ptiliinae, cette dernière sous-famille regroupant plus de 80 % des genres de Ptiliidae décrits.

## Liste des genres
Selon Catalogue of Life (26 octobre 2019) :
- genre Acrotrichis
- genre Actidium
- genre Actinopteryx
- genre Africoptilium
- genre Astatopteryx
- genre Babrama
- genre Baeocrara
- genre Bambara
- genre Baranowskiella
- genre Bicavella
- genre Cephaloplectus
- genre Championella
- genre Chaska
- genre Chirostirca
- genre Cissidium
- genre Cochliarion
- genre Cylindrosella
- genre Cylindroselloides
- genre Dacrysoma
- genre Dipentium
- genre Discheramocephalus
- genre Dybasina
- genre Erro
- genre Etronia
- genre Eulimulodes
- genre Euryptilium
- genre Fenestellidium
- genre Fijisella
- genre Fijiselloides
- genre Garicaphila
- genre Gomyella
- genre Greensladella
- genre Hydnosella
- genre Isolumpia
- genre Kekveus †
- genre Kimoda
- genre Kuschelidium
- genre Leaduadicus
- genre Leptinla
- genre Limulodes
- genre Limulopteryx
- genre Limulosella
- genre Malkinella
- genre Micridium
- genre Microptilium
- genre Microtrichis
- genre Mikado
- genre Millidium
- genre Motschulskium
- genre Myrmicotrichis
- genre Nanosella
- genre Nellosana
- genre Nellosanoides
- genre Neotrichopteryx
- genre Nepalumpia
- genre Nephanes
- genre Nossidium
- genre Notoptenidium
- genre Oligella
- genre Paralimulodes
- genre Paratuposa
- genre Petrotrichis
- genre Phililumpia
- genre Phytotelmatrichis
- genre Porophila
- genre Primorskiella
- genre Ptenidium
- genre Ptenidotonium
- genre Pterycodes
- genre Pteryx
- genre Ptiliodes
- genre Ptiliola
- genre Ptiliolum
- genre Ptiliopycna
- genre Ptilium
- genre Ptinella
- genre Ptinellodes
- genre Pycnopteryx
- genre Rioneta
- genre Rodwayia
- genre Scydosella
- genre Scydoselloides
- genre Seminis
- genre Sikhotelumpia
- genre Sindosium
- genre Skidmorella
- genre Smicrus
- genre Storicricha
- genre Suterina
- genre Tasmangarica
- genre Throscidium
- genre Throscoptilium
- genre Throscoptiloides
- genre Throscosana
- genre Urotriainus
- genre Ussurilumpia
- genre Vitusella
- genre Xenopteryx